# Curt Falkenstam

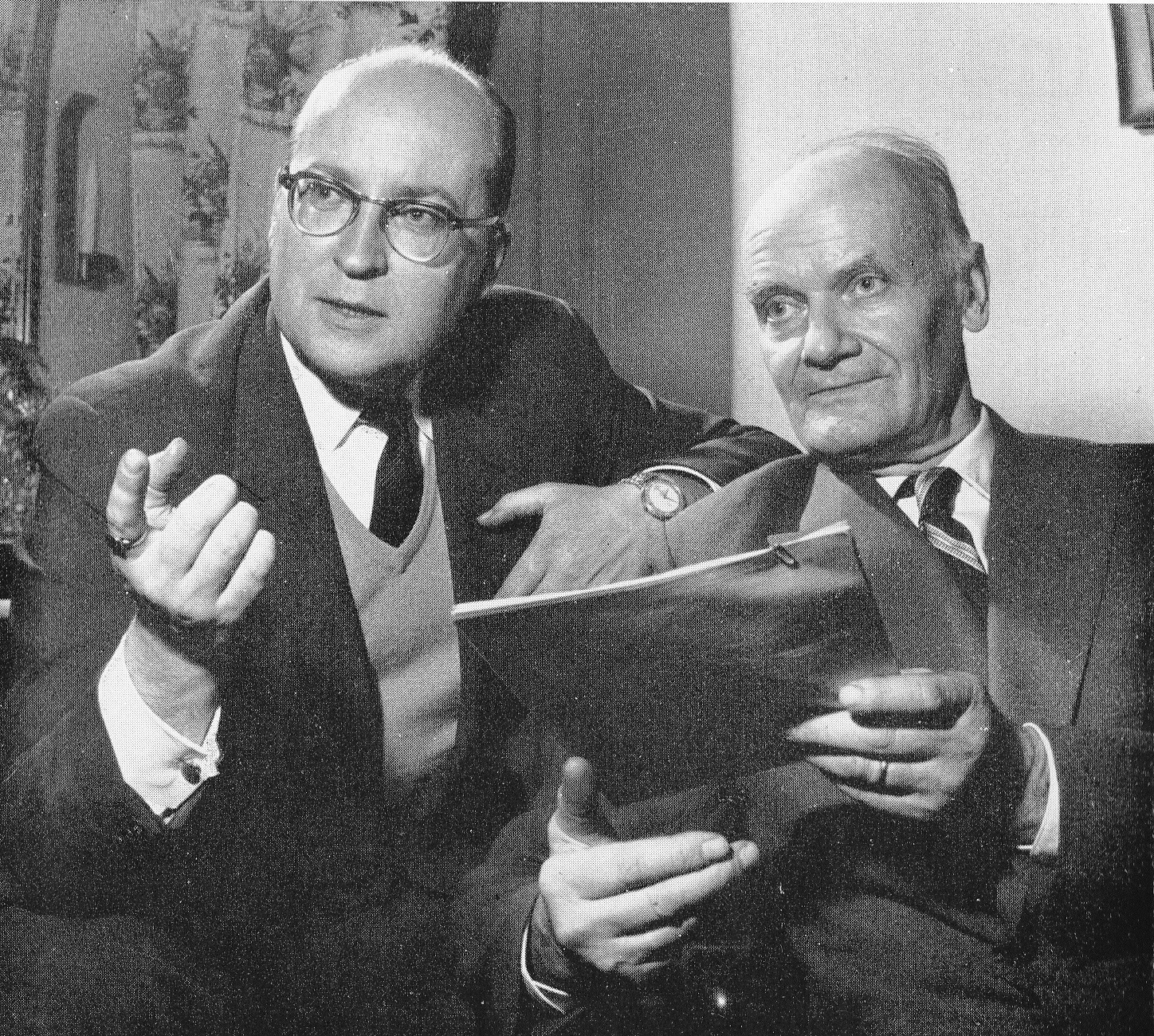
Curt Falkenstam till vänster, Otto Wendel till höger

Curt Falkenstam, född den 9 februari 1918 i Sköns församling i Västernorrlands län, död den 31 januari 1994 i Skillinge i Simrishamns kommun, var en svensk journalist och författare. 

## Biografi
Efter studentexamen i Stockholm 1937 var Falkenstam medarbetare i Stockholms-Tidningen 1939–1942 och därefter vid Svenska Dagbladet 1943–1964. Han blev medlem i Publicistklubben 1941. År 1962–1983 var han chefredaktör för tidskriften Svensk Polis. Falkenstam arbetade som byråchef vid Rikspolisstyrelsen 1966–1983. År 1982 startade han företaget Firma Curt Falkenstam, PR-Konsult. Curt Falkenstam är begravd på Skogskyrkogården i Stockholm.

### Webbkällor
- Falkenstam, Curt E L i Vem är Vem?: Stor-Stockholm (andra upplagan, 1962)
- Hitta graven i Stockholm